# Bembidion nitidum
Bembidion nitidum es una especie de escarabajo del género Bembidion, familia Carabidae. Fue descrita científicamente por Kirby en 1837.
Habita en Canadá y los Estados Unidos. Mide 4,1-5,3 mm. Se encuentra en suelos arenosos, así como también en grava y praderas.